# Slovenia International 2002
Die Slovenia International 2002 im Badminton fanden vom 17. bis zum 20. Oktober 2002 in Ljubljana statt.

## Sieger und Platzierte
| Disziplin    | Gold                                 | Silber                                 | Bronze                                   |
| ------------ | ------------------------------------ | -------------------------------------- | ---------------------------------------- |
| Herreneinzel | Jürgen Koch                          | Jim Ronny Andersen                     | Mark Burgess                             |
| Herreneinzel | Jürgen Koch                          | Jim Ronny Andersen                     | Bobby Milroy                             |
| Dameneinzel  | Petya Nedelcheva                     | Anu Weckström                          | Anastasia Russkikh                       |
| Dameneinzel  | Petya Nedelcheva                     | Anu Weckström                          | Bing Huang                               |
| Herrendoppel | Rasmus Andersen Carsten Mogensen     | José Antonio Crespo Sergio Llopis      | Miha Horvat Denis Peshehonov             |
| Herrendoppel | Rasmus Andersen Carsten Mogensen     | José Antonio Crespo Sergio Llopis      | Vitaliy Durkin Alexandr Russkikh         |
| Damendoppel  | Ekaterina Ananina Anastasia Russkikh | Lena Frier Kristiansen Karina Sørensen | Kvetoslava Orlovská Gabriela Zabavníková |
| Damendoppel  | Ekaterina Ananina Anastasia Russkikh | Lena Frier Kristiansen Karina Sørensen | Ragna Ingólfsdóttir Sara Jónsdóttir      |
| Mixed        | Alexandr Russkikh Anastasia Russkikh | William Milroy Karina Sørensen         | Rasmus Andersen Lena Frier Kristiansen   |
| Mixed        | Alexandr Russkikh Anastasia Russkikh | William Milroy Karina Sørensen         | Jiří Skočdopole Hana Procházková         |